# الجدول الزمني لمدينة الإسكندرية
فيما يلي الجدول الزمني لتاريخ مدينة الإسكندرية في مصر.

## العصر اليوناني (331-30 ق.م.)
- 331 ق.م. - قام الإسكندر الأكبر بتأسيس مدينة الإسكندرية.
- 330 قبل الميلاد - عين كليمن ناكراتيس حاكمًا لمصر من قبل الإسكندر وبدأ في تحويل المدينة الصغيرة إلى عاصمة مصر.

### 323-30 ق.م
عاصمة مصر تحت الحكم البطلمي
- 323 قبل الميلاد - بعد وفاة الاسكندر. عين بطليموس الأول سوتر حاكمًا لمصر.
- 305 ق.م. - بطليموس الأول يعلن نفسه ملكًا.
- 283 ق.م. - افتتاح مكتبة الإسكندرية.
- 247 قبل الميلاد -بناء منارة الإسكندرية بنيت.
- 170 قبل الميلاد - الإمبراطور أنطيوخوس الرابع ينتصرفى حرب ضد البطالمة ويحكم مصر لفترة وجيزة .
- 168 قبل الميلاد - التدخل الروماني الأول في مصر وتم احتلال المدينة لفترة وجيزة.
- القرن الأول قبل الميلاد - بناء سيزاريوم الاسكندرية.

## 50 ق.م. - 330 م
الحكم الرومانى
- 48 ق.م. - يوليوس قيصر يقوم بمهاجمة الإسكندرية.
- 48 ق.م. - احتراق مكتبة الإسكندرية الملكية.
- 47 ق.م. - حصار الإسكندرية.
- 47 ق. م - انتصار يوليوس قيصر.
- 44 قبل الميلاد - اغتيال يوليوس قيصر في روما.
- 40 قبل الميلاد - كليوباترا السابعة تتزوج من الروماني مارك أنتوني.
- 31 قبل الميلاد - وفاة أنتوني وكليوباترا.
- 30 ق.م. - معركة الإسكندرية.
- 29 قبل الميلاد - أوغسطس يسيطر على المدينة. كورنيليوس جالوس أول حاكم رومانى لمصر.
- 25 ق.م. - سترابو العالم الجغرافي والفيلسوف اليوناني يزور الإسكندرية.
- 19 م - جرمانيكوس يقيم في المدينة.

- 38 م - وقوع مذبحة ضد اليهود.

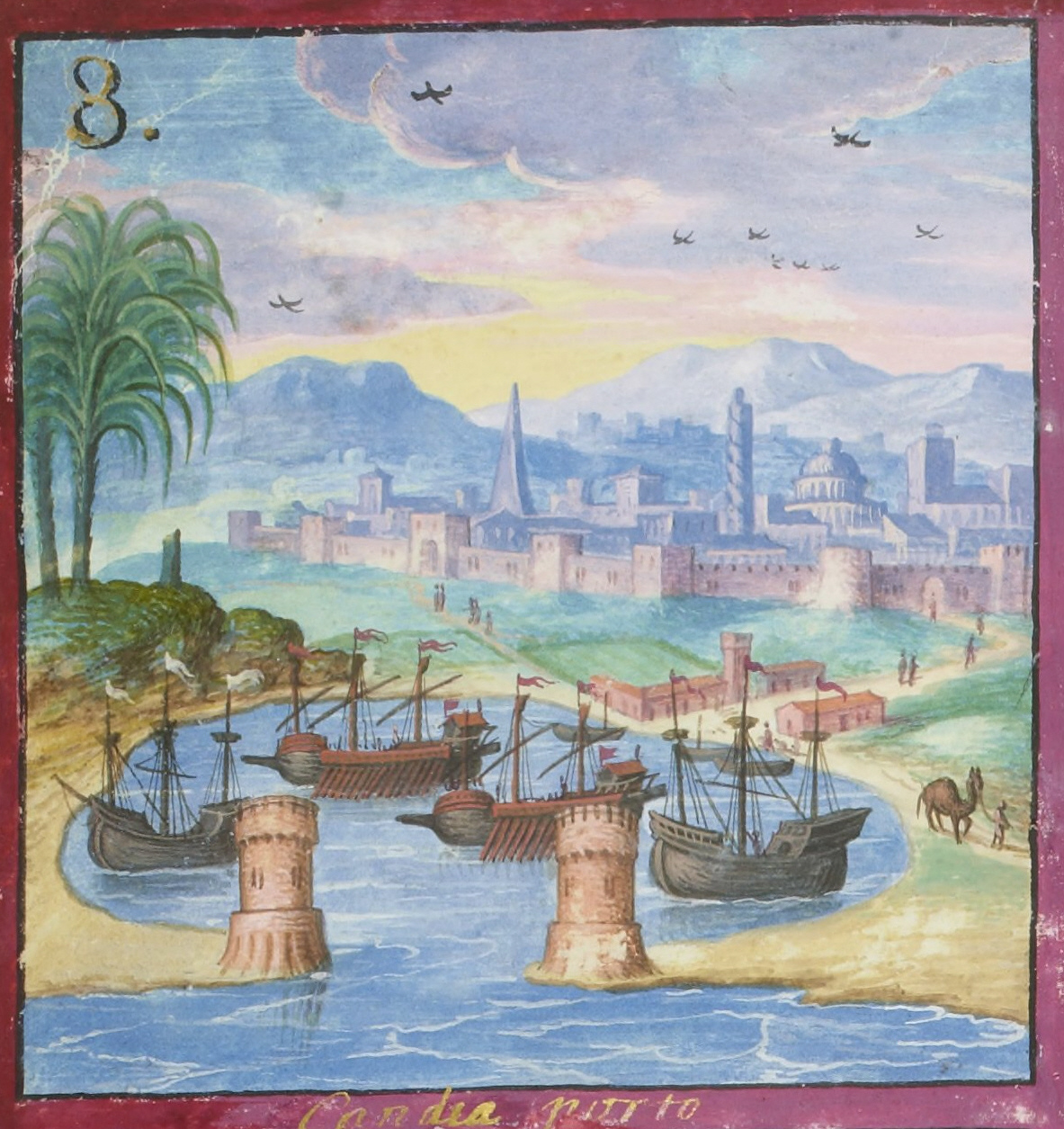
الإسكندرية في القرن السادس عشر.

- 115 م - احتراق المدينة خلال تمرد يهودي.
- 122 م - هادريان يعيد بناء المدينة.
- 175 م - فشل ثورة كاسيوس.
- 176 م - تأسيس مدرسة الأسكندرية (أقدم مدرسة في العالم). بعض السجلات تقول أنها بنيت في عام 190 م.
- 297 م - بناء عمود السوارى.
- 365 م - ضرب زلزال في عام 365 جزيرة كريت اليونانية بأقصى شدة مما تسبب في تسونامي مدمر أثر على سواحل ليبيا ومصر، وخاصة الإسكندرية وقتل عدة آلاف.

## الحكم البيزنطي 390-650
- 391 - ثيودوسيوس الأول يأمر بتدمير المعابد الوثنية.
- 395 - انقسمت الإمبراطورية الرومانية رسميًا إلى قسمين. البداية الرسمية لما يسمى الإمبراطورية البيزنطية.
- 415 - مقتل الفيلسوفة هيباتيا من قبل الغوغاء المسيحيين المتطرفين وتم طرد اليهود من الإسكندرية. وفي عام 414 أو 415 تحت قيادة القديس كيرلس تم طرد حوالي 100000 يهودي.[1][2]
- 619 - سيطرة الفرس الساسانيين على المدينة.
- 641-642 - حصار المدينة من قبل جيش عمرو بن العاص[3] وانتقال عاصمة مصر من الإسكندرية إلى الفسطاط.

## الحكم الإسلامى 700-1800
- 680 - إعادة بناء كاتدرائية القديس مرقس القبطية الأرثوذكسية.
- 956 - تعرضت المدينة لزلزال.
- 1303 - تعرضت المدينة لزلزال. [4]
- 1323 - تعرضت المدينة لزلزال. [4] وانهيار منارة فاروس.
- 1354 - بناء كنيس إلياهو هانبي.
- 1365 - أكتوبر: مدينة محاصرة من قبل القوات الصليبية
- 1381 - تأسيس معبد زاراديل [5]
- 1477 - تأسيس قلعة قايتباي.
- 1519 - الفتح العثماني
- 1775 - بناء مسجد المرسى أبو العباس.
- 1798 - القوات الفرنسية تحت نابليون بونابرت تحاصر وتحتل المدينة.
- 1800 - وصل عدد السكان إلى: 8000 فقط. [6]

## القرن ال 19
- 1801
  - 21 مارس: وقوع معركة الأسكندرية بين القوات الفرنسية والبريطانية.
  - 17 أغسطس - 2 سبتمبر: محاصرة المدينة من القوات البريطانية.
  - 2 سبتمبر: استسلام المدينة للبريطانيين.
- 1819 - إنشاء قناة المحمودية. [7]
- 1821 - عدد السكان: 12,528. [6]
- 1829 - بناء رصيف السفن والترسانة المفتوحة.
- 1833 - إبريل: تم تسليم مسلة الأقصر إلى باريس في ميناء الأسكندرية.
- 1834 - بدء بناء قصر رأس التين.
- 1840 - عدد السكان: 60,000. [6]
- 1847 - افتتاح قصر رأس التين.
- 1850 - إعادة بناء كنيس إلياهو هانوي.
- 1853 - إعادة بناء كنيس عزوز.
- 1856
  - بدأ العمل في إنشاء خط السكك الحديدية بين القاهرة والإسكندرية.[8]
- 1859
  - تأسيس معهد مصر.[9]
  - فتح مسرح ايروبين.[10]
- 1860 - تأسيس محطة قطار الإسكندرية الرملة.
- 1862 - تاسيس مسرح زيزينيا.[10]
- 1861 - حدوث طفرة تجارة وتصدير القطن المصرى.
- 1863
  - بدأ ترام الإسكندرية التي تجره الخيول في العمل.
  - عدد السكان: 170,000. [6]
- 1865 - إدخال إضاءة الغاز إلى شوارع الإسكندرية. [6]
- 1865-1869 - تم إنشاء ميناء جديد.
- 1872 - وصل عدد السكان إلى: 200.000 (حوالي 20 ٪ من الأجانب).
- 1873
  - بناء حائط لصد الأمواج في الميناء. [8]
  - تمثال تم الكشف عنه في ميدان محمد علي. [6]
- 1875 - جريدة الأهرام تبدأ في النشر.
- 1880 - تم إطلاق جريدة الإجيبشيان جازيت في الإسكندرية.
- 1880 - أحد إبر كليوباترا المشحونة إلى مدينة نيويورك.
- 1880 - إعادة بناء معبد زاراديل.
- 1881 - بدأت صحيفة التانكيت والتبكيت في النشر. [6]
- 1882
  - 11 يوليو: أعمال شغب مناهضة لأوروبا وقصف المدينة على يد القوات البحرية البريطانية. [6]
  - وصل عدد السكان إلى: 232.626 نسمة. [6]
- 1883 - تأسيس بورصة الإسكندرية.
- 1887 - بناء سراى الحقانية.
- 1892
  - أنشاء المتحف اليوناني الروماني.
  - بناء قصر المنتزه.
- 1896 - أول عرض لفيلم سينمائي في المدينة.

## القرن ال 20
- 1901 – بناء كنيس الأخضر.
- 1902

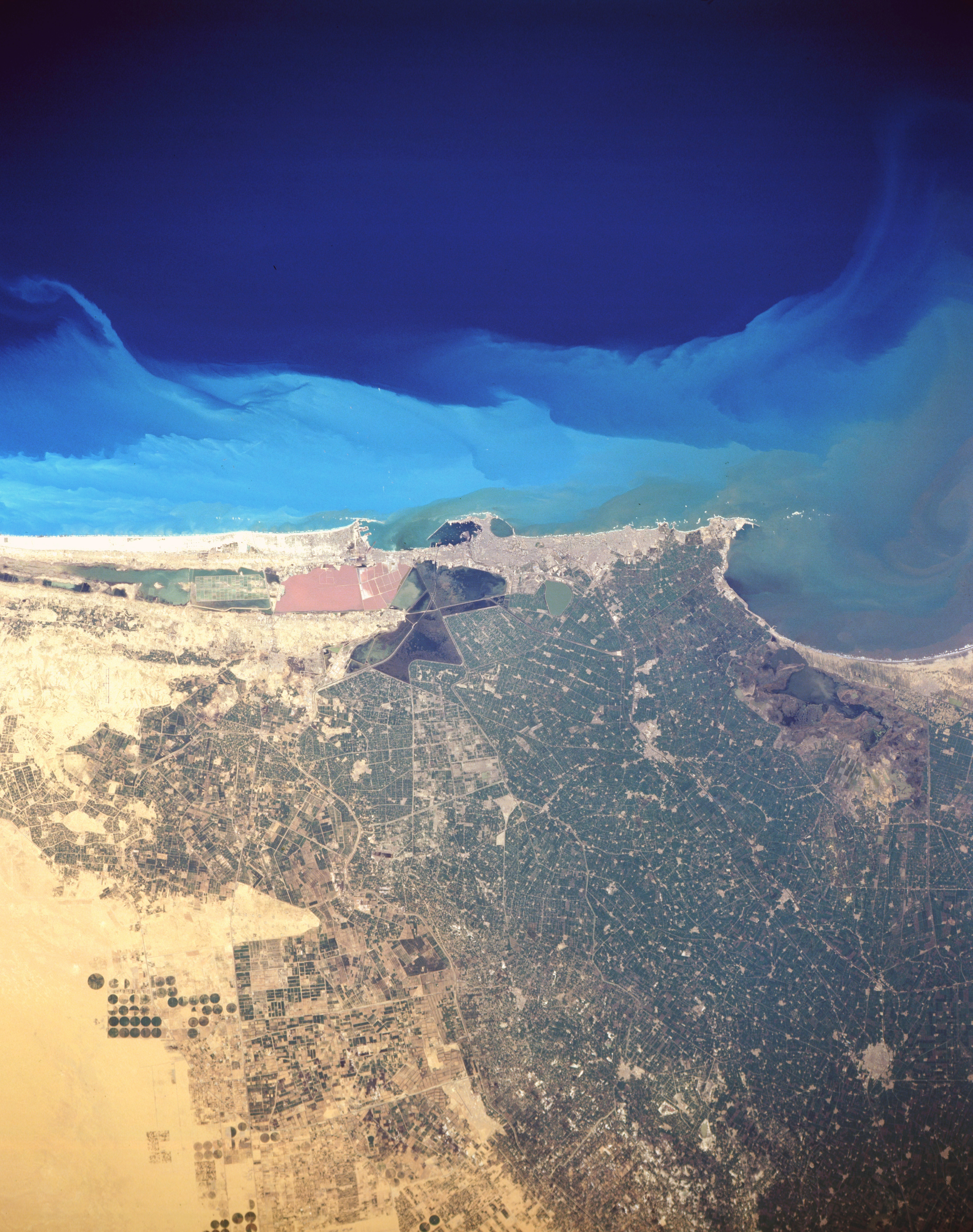
صورة جوية للإسكندرية ، 1990

  - بدء تشغيل ترام الإسكندرية الكهربائى.
  - تأسيس كلية فيكتوريا.
- 1903 – بناء نادي اليخوت الخديوي.[8]
- 1905 – بناء جدار لصد أمواج البحر.[8]
- 1907 – وصل عدد السكان إلى: 332.246 نسمة.[8]
- 1910 – تشكيل النادى اليوناني لكرة القدم بالإسكندرية.
- 1910 – بناء كنيس ساسون اليهودي.
- 1914 – بناء نادي الاتحاد السكندري.
- 1917 – وصل عدد السكان إلى: 460.000 نسمة (ج. 20% أجانب).
- 1919 – بناء قصر الأميرة فاطمة الزهراء (متحف الجوهرات الملكية "حاليا").
- 1920 – بناء كنيس كاسترو اليهودى.
- 1920 – بناء كنيس إسرائيل نيزا اليهودى.
- 1921 – افتتاح دار الأوبرا الاسكندرية.
- 1925 – تأسيس المدرسة الاسكتلندية للبنات.
- 1927 – وصل عدد السكان إلى: 600,000 نسمة (17% من الأجانب).
- 1928 – تأسيس كلية سان مارك.
- 1929
  - افتتاح استاد الاسكندرية.
  - إنشاء مدرسة اللغة الإنجليزية للبنين.
- 1930 – افتتاح متحف الأحياء المائية.
- 1932 –بناء قصر المنتزه.
- 1934 – بناء كورنيش الإسكندرية.[11]
- 1935 – تأسيس كلية اللغة الإنجليزية للبنات.
- 1937 – بناء كنيس الياهو حزان اليهودى.
- 1938 – انتقال جريدة الإجيبشيان جازيت من الإسكندرية إلى القاهرة.
- 1941 – 19 كانون الأول / ديسمبر: الصراع بين الأسطول الإيطالي والأسطول البريطاني قبالة الإسكندرية.
- 1942 – إنشاء جامعة فاروق (جامعة الإسكندرية "حاليا") المعمول بها.
- 1947 – وصل عدد السكان إلى: 919.024 نسمة [12] (7% من الأجانب).
- 1952 – أحدث 23 يوليو.
- 1954 – 26 تشرين الأول / أكتوبر: محاولة اغتيال جمال عبد الناصر أثناء خطابه في المنشية.
- 1958 – افتتاح حديقة حيوان الإسكندرية.
- 1960 – الصديق عبد اللطيف يصبح محافظ الإسكندرية.
- 1964 – أيلول / سبتمبر: انعقاد مؤتمر القمة العربية.
- 1965 – وصل عدد السكان إلى: 1.5 مليون دولار.[13]
- 1969 – بناء كنيسة الأنبا تكلاهيمانوت.
- 1974 – وصل عدد السكان إلى: 2.259.000 نسمة.[14]
- 1980 – تشييد العلمين-الإسكندرية السريع.[15]
- 1986
  - تأسيس ميناء الدخيلة.
  - افتتاح متحف المجوهرات الملكية.
- 1990 – تأسيس جامعة سنجور.
- 1992 – وصل عدد السكان إلى: 3.380.000 نسمة.[16]
- 1996 – تأسيس معهد الإسكندرية العالي للهندسة والتكنولوجيا.
- 1997 – عبد السلام المحجوب يصبح محافظ الإسكندرية.
- 1999 – افتتاح المعهد السويدي بالإسكندرية.

## القرن ال 21
- 2001 - افتتاح مركز الإسكندرية للفنون .
- 2002
  - افتتاح مكتبة الإسكندرية.
  - حصول الإسكندرية على لقب عاصمة الكتاب العالمية من قبل اليونسكو.
- 2003
  - افتتاح ملعب حرس الحدود.
  - افتتاح متحف الاسكندرية القومى.
- 2006
  - عادل لبيب يصبح محافظ الإسكندرية .
  - من يناير إلى فبراير: عقد كأس الأمم الأفريقية 2006 .
  - وصل عدد السكان إلى: 4.110.015 نسمة.
  - تأسيس جامعة فاروس.
- 2007
  - افتتاح ملعب برج العرب.
  - بناء فندق سان ستيفانو جراند بلازا.
- 2009 - افتتاح متحف السادات.
- 2010 - وصل عدد السكان إلى: 4.358.439.[17]
- 2011
  - ثورة 25 يناير.
  - 1 يناير: تفجير كنيسة القديسين.
- 2012 - احتجاجات ضد رئيس الدولة محمد مرسي.
- 2013 - يناير: احتجاجات ضد مرسي.[18]